# Рудківська ратуша
Ру́дківська ра́туша — приміщення магістрату міста Рудок (Самбірський район, Львівська область). Розташована на центральній площі міста (пл. Відродження, 1-А), при автошляху Н13 Львів — Самбір — Ужгород.
Ратуша збудована в кінці XIX — на початку XX ст. Споруда у плані прямокутна, двоповерхова. Ратушна вежа невисока, наріжна, восьмикутна. Завершує вежу дашок-баня з оригінальною сиґнатуркою у вигляді пуп'янка квітки.
Ратуша не відзначається багатством елементів декору, тому виглядає масивною і навіть строгою. Проте силует будівлі дещо пом'якшується завдяки хвилястому парапету, розміщеному по периметру даху.
Нині ратушу використовують за її прямим призначенням — у ній на другому поверсі розміщена Рудківська міська рада. На першому поверсі міститься кілька установ та крамниць.

## Галерея

Ратуша і пам'ятник І. Франкові (справа)
Ратушна вежа
Головний вхід
У вестибюлі
Елементи декору над тильним (закритим) входом